# Andreas Ihle

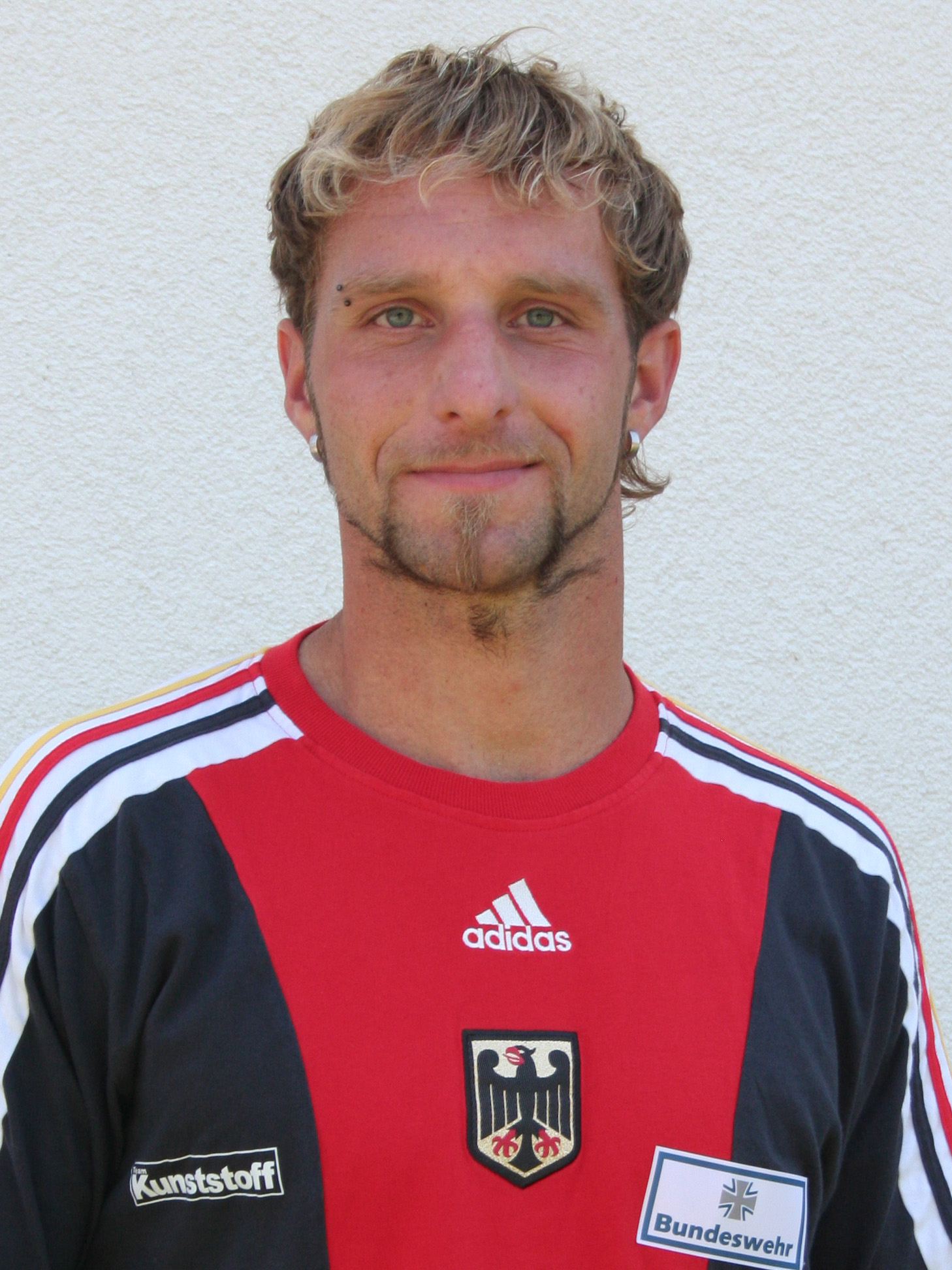

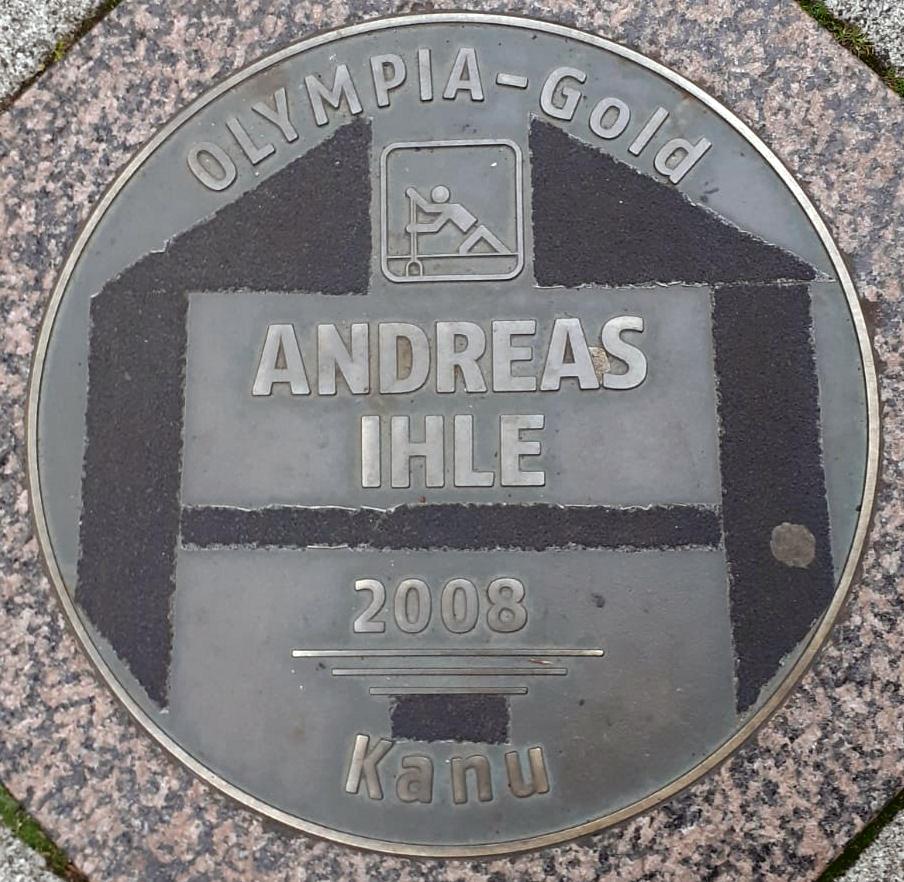
Sports Walk of Fame in Magdeburg

Andreas Ihle (* 2. Juni 1979 in Bad Dürrenberg) ist ein deutscher Kanute.
Er begann 1988 im KC Bad Dürrenberg mit dem Kanurennsport und startet seit 1992 für den SC Magdeburg.
Ihle konnte sich 2000 erstmals für Nationalmannschaft qualifizieren und belegte bei den Olympischen Spielen in Sydney im Zweier-Kajak mit Olaf Winter den vierten Platz. 2001 wurde er Weltmeister im Vierer-Kajak über 1000 m und gewann anschließend bei Weltmeisterschaften vier weitere Medaillen. Bei den Olympischen Spielen in Athen 2004 wurde er Silbermedaillengewinner im Vierer-Kajak über 1000 m.
Ihles Teilnahme an den Olympischen Spielen in Peking 2008 war lange fraglich, nachdem sein Partner Rupert Wagner vor der als Qualifikation ausgeschriebenen Weltcupregatta in Duisburg mit einer Erkrankung ausfiel. Schließlich trat er mit Martin Hollstein zum Stechen im Zweier-Kajak über 1000 m an und konnte sich gegen Norman Zahm und Marcus Groß durchsetzen und damit seine dritte Olympiateilnahme sichern. Dort gewannen Ihle und Hollstein überraschend die Goldmedaille im Zweier-Kajak über 1000 m.
Bei den Europameisterschaften in Belgrad 2011 gewannen Ihle und Hollstein Gold im Zweier-Kajak über 1000 m. Bei den Olympischen Spielen 2012 in London gewann er mit Hollstein die Bronzemedaille im Zweier-Kajak über 1000 m.
Ihle ist Sportsoldat bei der Sportfördergruppe der Bundeswehr in Frankfurt (Oder). Er lebt in Magdeburg.

## Erfolge
2000
- Olympische Spiele: 4. Platz K2 1000 m
- Deutscher Meister: K2 500 m, K4 500 m & 1000 m

2001
- Weltmeister: K2 1000 m
- Europameisterschaften: 2. Platz K4 1000 m
- Deutscher Meister: K4 500 m & 1000 m, K4 500 m & 1000 m

2002
- Weltmeisterschaften: 2. Platz K4 1000 m
- Europameisterschaften: 2. Platz K4 1000 m
- Deutscher Meister: K2 1000 m, K4 500 m & 1000 m

2003
- Weltmeisterschaften: 3. Platz K4
- Deutscher Meister: K1 6000 m, K2 1000 m, K4 1000 m

2004
- Olympische Spiele: Silbermedaille im Vierer-Kajak

2005
- Europameisterschaften 3. Platz K2 1000 m
- Weltmeisterschaften 2. Platz K2 1000 m

2006
- Europameisterschaften 2. Platz K2 1000 m
- Weltmeisterschaften 2. Platz K2 1000 m

2007
- Europameisterschaften 2. Platz K2 1000 m
- Weltmeisterschaften 4. Platz K2 1000 m

2008
- Europameisterschaften 4. Platz K2 1000 m
- Olympische Spiele 1. Platz K2 1000 m

2011
- Europameisterschaften 1. Platz K2 1000 m

2012
- Olympische Spiele 3. Platz K2 1000 m